# Episodi di Big Time Rush (seconda stagione)
La seconda stagione della serie televisiva Big Time Rush è stata trasmessa in prima visione negli Stati Uniti da Nickelodeon dal 25 settembre 2010 al 28 gennaio 2012.
In Italia la seconda stagione è stata trasmessa in prima visione assoluta dal 29 aprile 2011 al 28 settembre 2012 su Nickelodeon. In chiaro è stata trasmessa nel 2014 in prima tv su Rai Gulp.
| nº  | Titolo originale              | Titolo italiano                      | Prima TV USA      | Prima TV Italia   |
| --- | ----------------------------- | ------------------------------------ | ----------------- | ----------------- |
| 1   | Welcome Back, Big Time Rush   | Bentornati Big Time Rush             | 25 settembre 2010 | 29 aprile 2011    |
| 2   | Big Time Fans                 | Fan pericolosi                       | 1º ottobre 2010   | 6 maggio 2011     |
| 3   | Big Time Girlfriends          | La ragazza perfetta                  | 11 ottobre 2010   | 13 maggio 2011    |
| 4   | Big Time Live                 | In TV a tutti i costi                | 15 ottobre 2010   | 20 maggio 2011    |
| 5   | Big Time Halloween            | La grande serata della paura         | 22 ottobre 2010   | 27 maggio 2011    |
| 6   | Big Time Sneakers             | Red carpet per tre                   | 5 novembre 2010   | 3 giugno 2011     |
| 7   | Big Time Pranks               | La giornata degli scherzi            | 19 novembre 2010  | 10 giugno 2011    |
| 8-9 | Big Time Christmas            | Buon Natale, Big Time Rush!          | 13 dicembre 2010  | 24 dicembre 2011  |
| 10  | Big Time Guru                 | Un guru per Gustavo                  | 8 gennaio 2011    | 5 agosto 2011     |
| 11  | Big Time Crush                | Amori e altri disastri               | 5 febbraio 2011   | 9 dicembre 2011   |
| 12  | Big Time Beach Party (part 1) | Big Time Beach Party - prima parte   | 21 febbraio 2011  | 27 agosto 2011    |
| 13  | Big Time Beach Party (part 2) | Big Time Beach Party - seconda parte | 21 febbraio 2011  | 27 agosto 2011    |
| 14  | Big Time Songwriters          | Autori per un giorno                 | 5 marzo 2011      | 8 dicembre 2011   |
| 15  | Big Time Reality              | Un reality show per i Big Time Rush  | 26 marzo 2011     | 19 dicembre 2011  |
| 16  | Big Time Girl Group           | La nuova girl band                   | 9 aprile 2011     | 9 dicembre 2011   |
| 17  | Green Time Rush               | Un'idea verde per il Palm Woods      | 22 aprile 2011    | 21 dicembre 2011  |
| 18  | Big Time Moms                 | La festa della mamma                 | 7 maggio 2011     | 20 dicembre 2011  |
| 19  | Big Time Prom King            | Il ballo di fine anno                | 21 maggio 2011    | 27 marzo 2012     |
| 20  | Big Time Break Up             | L'occasione di Jo                    | 25 giugno 2011    | 22 dicembre 2011  |
| 21  | Big Time Single               | Un singolo per l'estate              | 23 luglio 2011    | 25 giugno 2012    |
| 22  | Big Time Wedding              | Matrimoni a sorpresa                 | 20 agosto 2011    | 26 marzo 2012     |
| 23  | Big Time Rocker               | Big Time Rocker                      | 24 settembre 2011 | 29 marzo 2012     |
| 24  | Big Time Strike               | Sciopero!                            | 10 ottobre 2011   | 30 marzo 2012     |
| 25  | Big Time Contest              | Concorso da copertina                | 15 ottobre 2011   | 28 marzo 2012     |
| 26  | Big Time Superheroes          | Il ritorno dei supereroi             | 29 ottobre 2011   | 26 giugno 2012    |
| 27  | Big Time Secrets              | Codici e segreti                     | 5 novembre 2011   | 28 giugno 2012    |
| 28  | Big Time Interview            | L'intervista                         | 19 novembre 2011  | 27 giugno 2012    |
| 29  | Big Time Move                 | Il tour mondiale                     | 28 gennaio 2012   | 28 settembre 2012 |

## Bentornati Big Time Rush
- Titolo originale: Welcome Back, Big Time Rush
- Diretto da: Scott Fellows
- Scritto da: Scott Fellows

### Trama
I Big Time Rush tornano al Palm Woods, dove si aspettano un benvenuto caloroso dopo il loro tour. Arrivati e annunciatisi, si accorgono che ormai quasi tutti i loro amici sono scomparsi e che ci sono solo nuove star al Palm Woods. James e Carlos fanno di tutto per farsi apprezzare, ma fanno infuriare svariate volte i residenti, che finiranno per essere odiati. Logan dovrà invece fare i compiti che non ha potuto fare nel periodo di assenza e, essendo il resto del gruppo troppo occupato, svolgerà i compiti da solo. Kendall invece è geloso perché vede Jo con un altro ragazzo di nome Jett. Scopre che egli è il suo compagno in una serie televisiva chiamata New Town High dove Jo e Jett interpretano Rachel e Derek. Griffin riesce a piazzare i Big Time Rush tra le band del Rocktoberfest, ma i ragazzi non possono cantare se non svolgono tutti i compiti con una media di 6,5. Minacciati dalla Signorina Collins, Gustavo e Kelly sono costretti ad aiutare Logan e riescono a compiere tutti i progetti, firmando al posto degli altri tre assenti. Kendall rompe rovinosamente con Jo perché Kendall non si fidava più di lei; ma poi decide di dire a Jo che se gli dava un'altra possibilità doveva andare al concerto,   mentre James e Carlos riescono a farsi amare perché donano a tutto il Palm Woods i pass per il Rocktoberfest. Tutti sono felici eccetto Kendall che ormai è solo. Decide all'ultimo momento di cantare la canzone nuova, e si esibisce sul palco, triste perché non vede Jo, nonostante le abbia lasciato un pass. Durante l'esibizione Kendall vede un cartellone alzarsi con scritto "I love you Kendall" ed è proprio Jo che lo mantiene. I Big Time Rush cantano Til' I forget about You e il festival è un successo.
- Brano musicale: Til' I forget about You
- Guest star: Katelyn Tarver (Jo Taylor), David Cade (Jett Stetson), Matt Riedy (Arthur Griffin).

## Fan pericolosi
- Titolo originale: Big Time Fans
- Diretto da: Jonathan Judge
- Scritto da: Lazar Saric

### Trama
L'episodio si apre con centinaia di lettere indirizzate ai Big Time Rush da parte dei fan e Gustavo gli dà dei consigli su cosa scrivere, tra cui non fare promesse assurde. Al momento arriva una ragazza del Minnesota, Jenny Tinkler, che mostra una foto dei Big Time Rush autografata, con su scritto che loro l'avrebbero resa famosa. L'artefice è Carlos che non voleva negare all'amica di infanzia un futuro brillante. Jenny è però una ragazza molto maldestra e distrugge tutto ciò che le si trova attorno, perfino i timpani, ricordando la sua voce nel coro della scuola che frequentavano i quattro. Jenny però fa ricredere tutti con una voce da mozzare il fiato, seguito da prove su prove e lezioni su lezioni. Nonostante la sua bravura viene cacciata dal Palm Woods a causa di tre incendi e buchi in ogni dove. Intanto alla Rocque Records c'è un subbuglio per una ventola rotta e una rock band che ha affittato lo studio, ma non riesce a suonare a causa del rumore. Kelly e Gustavo intimoriti dai tre muscolosi chitarristi chiamano Logan per fargli riparare la ventola. Jenny intanto trova un compagno di viaggio e parte con il chitarrista verso il Canada, fin quando non distrugge il suo furgone distruggendo il duo con esso. Logan alla Rocque Records peggiora le cose con la ventola che risucchia il leader del trio e lo fa uscire da un condotto che lo porta in un cassonetto diretto alla discarica. I due rimanenti sembra vogliano distruggere Logan, Kelly e Gustavo, invece li ringraziano perché lo odiavano, a causa delle sue urla e delle sue manie distruttive verso le loro amate chitarre. Mentre si rammaricano su un tour cancellato, dal piano di sopra cade Jenny che li fa innamorare della sua voce e decide di partire in tour con loro due. Carlos promette di non fare più promesse difficili da mantenere e arriva anche un loro compagno di liceo che ha un autografo di Carlos che gli promette di renderlo il miglior suonatore di tuba di Hollywood.
- Guest star: Sammy Jay Wren (Jenny Tinkler).

## La ragazza perfetta
- Titolo originale: Big Time Girlfriends
- Diretto da: Stewart Schill
- Scritto da: Jed Spingarn

### Trama
Gustavo ha scritto una canzone su un amore infranto, e sembra andare tutto bene, fin quando Carlos non inizia a cantare gioendo e ridendo, perché non ha mai avuto una ragazza e non sa cosa si prova ad avere il cuore spezzato. Così Gustavo alle spalle di Carlos, Kelly e gli altri ingaggia un'attrice che deve spezzare il cuore a Carlos, anche se dopo varie modifiche al piano originale, la ragazza si innamora davvero di Carlos. Kendall non riesce a trovare tempo per Jo che gli da buca tra una scena e un'altra. La loro storia sembra essere arrivata ad un bivio, ma Kendall convinto da Katie non molla e crea un appuntamento flash con Jo, in modo che possa stare con lei anche un minuto al giorno. Logan va ad una mostra su Venere e quindi James rimane con Camille a provare una scena su un principe e una principessa robot. I due dopo aver compiuto la scena, presi dal momento si baciano e non sanno come dirlo a Logan, che lo scopre quasi per sbaglio. Combatte con James in una battaglia con cerbottane composte da cannucce e finiscono in parità facendo pace. Poi lascia Camille promettendosi che rimarranno amici e si baciano. Gustavo decide di scartare la canzone sulla fine di una storia e ne scrive una sulla nascita di una storia. Carlos lascia la sua fidanzata perché in realtà non le piacciono i corn dogs e James ha un doppio appuntamento con una ragazza e una pianta.
- Brano musicale: Boyfriend

## In TV a tutti i costi
- Titolo originale: Big Time Live
- Diretto da: Mort Nathan
- Scritto da: Mark Fellows e Keith Wagner

### Trama
I ragazzi si svegliano presto per partecipare al telegiornale "Mattino a Los Angeles", che viene girato in diretta alle 5 di mattina. Katie e la mamma vanno con loro, anche se quest'ultima è semi addormentata, mentre Gustavo e Kelly sono bloccati allo studio con Griffin, che ha istituito una giornata di varie prove, stupide e folli tra cui fare la colazione e tenere lo studio sporco e una prova segreta di cui non si conosce in cosa consista. Nel caso in cui le prove non venissero superate, il loro studio sarebbe stato dato ai nerd informatici. Intanto, i Big Time Rush sono entusiasti per la loro futura esibizione, ma la produttrice stronca il loro entusiasmo dicendo che la loro esibizione avrebbe fatto sforare di ben quattro minuti lo show e quindi sono stati tagliati. I ragazzi cercano in tutti i modi di togliere qualche minuto alle altre rubriche, in modo da recuperare i loro minuti. Questo li porterà a vivere varie peripezie percorrendo ogni angolo dello studio inseguiti dalle guardie di sicurezza, ma verranno salvati da Katie che con le armi d'autodifesa di Ed Begley Jr. sconfigge le guardie e poi ruba un veicolo ad azoto distraendo il resto delle guardie. Grazie alle previsioni meteo di James, la cucina di Carlos e le news finanziarie di Logan, parecchi settori della R.C.M. C.B.T. GlobalNet Senyoid ricevono pubblicità gratuita e dopo l'esibizione del gruppo cantando Til' I forget about you e il licenziamento della produttrice, i Big Time Rush e Gustavo possono rimanere alla Rocque Records.
- Brano musicale: Til' I forget about You

## La grande serata della paura
- Titolo originale: Big Time Halloween
- Diretto da: Paul Lazarus
- Scritto da: Jessica Gao

### Trama
È Halloween a Palm Woodsylvania e i mostri che si nascondono dietro i Big Time Rush escono alla luce del sole. James è un vampiro, che è innamorato di una cacciatrice, che cerca di ucciderlo. Logan è uno zombie che continua a perdere pezzi del suo corpo, e deve escogitare un piano per mantenere il cane Lampo lontano dal mordere altri pezzi del suo corpo. Carlos è Franken-Carlos e Kendall è un lupo mannaro che cerca di nascondere la sua vera natura a Jo. Griffin dice a Gustavo che i ragazzi non possono esibirsi alla festa a meno che non li trasformi in persone normali.
- Brano musicale: Big Night

## Red carpet per tre
- Titolo originale: Big Time Sneakers
- Diretto da: Jonathan Judge
- Scritto da: Scott Fellows

### Trama
Il pubblicitario di Jo vuole che la stampa pensi che la sua ragazza si stia vedendo con il suo collega, Jett, perciò Kendall e Jo devono nascondere la loro relazione. Carlos e Katie si alleano contro il signor Bitters, per prendere delle barrette alla frutta dalla macchinetta del Palm Woods che il signor Bitters vende ad un prezzo elevato. Intanto, James e Logan cercano di acquistare e rivendere delle scarpe.

## La giornata degli scherzi
- Titolo originale: Big Time Pranks
- Diretto da: Savage Steve Holland
- Scritto da: Lazar Saric

### Trama
Al Palm Woods è arrivata l'annuale gara della giornata degli scherzi e subito comincia una gara di scherzi ragazzi contro ragazze. Logan si ferisce agli occhi quando un suo scherzo gli si ritorce contro, e quando va per curarsi dal Dottor Hollywood finisce per diventare il suo assistente, per tutta la giornata. Intanto, Gustavo e Kelly sanno della giornata degli scherzi e si fanno degli scherzi a vicenda. La guerra degli scherzi viene vinta da Kendall e Katie.

## Buon Natale, Big Time Rush!
- Titolo originale: Big Time Christmas
- Diretto da: Savage Steve Holland
- Scritto da: Mark Fellows e Keith Wagner (parte 1); Scott Fellows (parte 2)

### Trama
I ragazzi sono entusiasti della loro vacanza in Minnesota, ma prima del volo, Griffin fa lavorare i ragazzi su un EP di Natale e non li farà andare a casa in Minnesota finché non sarà finito. Le canzoni di Natale sono Beautiful Christmas e due duetti con delle celebrità tra cui Miranda Cosgrove in All I Want for Christmas Is You, e con Snoop Dogg in 12 Days of Christmas e Let's Stay in Our PJs(All Christmas Long). Intanto, la signora Knight cerca di evitare una tassa per l'imballaggio dei regali e dei vestiti nelle valigie, mentre Katie cerca di dare un po' di spirito natalizio al signor Bitters per allietargli le vacanze.
- Guest star: Miranda Cosgrove, Snoop Dogg

## Un guru per Gustavo
- Titolo originale: Big Time Guru
- Diretto da: Jonathan Judge
- Scritto da: Jed Spingarn

### Trama
Gustavo arrabbiato insegue i Big Time Rush fino al Palm Woods, dove Buddha Bob esegue un rito guru che rende Gustavo dolce, così dolce che non riesce a scrivere una buona canzone per la colonna sonora di New Town High. Kelly e Kendall aiutano Gustavo a tornare normale. Un app sul fascino scaricata da Logan lo aiuta ad aumentare il proprio fascino, ma lo fa diminuire a James che si ammala per la diminuzione del proprio fascino. Carlos va nel panico quando un pappagallo acquistato dal signor Bitters gli dice che ha 24 ore di vita e per paura si nasconde nel bagno dell'appartamento.

## Amori e altri disastri
- Titolo originale: Big Time Crush
- Diretto da: Carlos Gonzalez
- Scritto da: Lazar Saric

### Trama
Kendall e Jo aiutano Carlos a trovare una ragazza con cui uscire, Logan flirta con una nuova ragazza, Peggy, anche se è confuso sui suoi sentimenti per Camille. James aiuta Katie ad avere un appuntamento con Kyle, un ragazzo del quale Katie è innamorata, ma James agisce come un fratello iperprotettivo. Invece Logan vuole tornare insieme a Camille, ma lei va ad un appuntamento con Steve. Alla fine, i ragazzi vanno da soli a vedere Kiss & Tell che avevano programmato di vedere insieme alle loro ragazze.

## Big Time Beach Party
- Titolo originale: Big Time Beach Party (part 1 & 2)
- Diretto da: Savage Steve Holland
- Scritto da: Jed Spingarn e Jessica Gao

### Trama
I ragazzi fanno un accordo con Griffin, se il loro cd arriva primo in classifica, possono andare con gli amici del Palm Woods alla sua casa al mare di Malibu, ma Jo non può andare perché deve recitare la parte di un personaggio in un film. Una fan di nome Sandy sostiene che lei sia la fidanzata di Kendall e cerca di rubare Kendall a Jo. Sandy pubblica immagini di Kendall e di se stessa, e questo rende Jo molto gelosa. James sostiene che Annie sia una sirena, dopo che lo ha salvato mentre faceva surf su un'onda anomala, e cerca di dimostrarlo con l'aiuto di Camille, ma alla fine si innamora di Annie. Logan e Carlos cercano un tesoro, nella speranza di impressionare le Jennifer con una loro casa al mare. Durante la ricerca incontrano Patchy il pirata, che li aiuta a trovare un tesoro sepolto. Intanto, Katie cerca di diventare il manager di Russel Brand e la signora Knight cerca di mettere ai ragazzi la crema abbronzante. Poi alla fine fanno la gara di quod e alla festa i Big Time Rush cantano "dance dance"

## Autori per un giorno
- Titolo originale: Big Time Songwriters
- Diretto da: Jonathan Judge
- Scritto da: Jessica Gao

### Trama
Griffin sta pubblicando la versione deluxe dell'album dei Big Time Rush. I ragazzi vogliono scrivere una canzone, ma Gustavo non glielo permette, e così chiedono a Katie di distrarlo, aprendo un centro benessere al Palm Woods. Kendall e Carlos scrivono una canzone che si chiama "Oh", e lottano con James e Logan che preferiscono la loro canzone, "Yeah". I ragazzi combinano così le due canzoni e viene fuori "Oh Yeah", che Griffin approva.

## Un reality show per i Big Time Rush
- Titolo originale: Big Time Reality
- Diretto da: Jonathan Judge
- Scritto da: Mark Fellows e Keith Wagner

### Trama
Griffin vuole che i Big Time Rush e la Rocque Records partecipino a un reality show per promuovere la vendita dell'album. Carlos e James lottano senza sosta, mentre Logan e Camille fingono un rapporto melodrammatico. Invece, Kendall tenta di staccare tutte le telecamere montate nel Palm Woods per girare il reality, dopo che una lo ha ripreso di sorpresa in piscina senza costume. Kendall cerca così di annullare il reality show e di tenere unito il gruppo e alla fine i ragazzi cercano di dimostrare a Griffin che un reality show è una cattiva idea.

## La nuova girl band
- Titolo originale: Big Time Girl Group
- Diretto da: Jon Rosenbaum
- Scritto da: Scott Fellows

### Trama
I Big Time Rush sono gelosi quando il loro singolo "I Know You Know" è cantata dalle Kat's Crew, un gruppo femminile con cui Gustavo sta lavorando. Comincia così, una guerra tra le Kat's Crew e i Big Time Rush, questi ultimi pensano che Gustavo li voglia rimpiazzare. I Big Time Rush chiedono consiglio alla prima boy band di Gustavo, i Boyz In The Attic, che sono stati cancellati da un gruppo femminile. Gustavo alla fine sceglie i Big Time Rush invece delle Kat's Crew, ma le due band producono la canzone "I Know You Know" e girano il video musicale della canzone insieme. Nel frattempo, Katie e la signora Knight cercano di trovare degli amici con cui passare il tempo.

## Un'idea verde per il Palm Woods
- Titolo originale: Green Time Rush
- Diretto da: Savage Steve Holland
- Scritto da: Jessica Gao

### Trama
La scuola del Palm Woods mette in gara ai gruppi di scienze, una settimana di vacanza dalla scuola, se cercano di rendere il Palm Woods più verde e attento alle questioni ambientali. Kendall fa coppia con il suo nemico Jett. Logan deve fare coppia con il bullo della scuola, ed è costretto a fare tutto il progetto da solo. Carlos e James fanno coppia insieme, e dopo aver notato che tutte le loro idee sono già occupate dagli altri gruppi, decidono di mettere una mucca in ogni appartamento per evitare gli acquisti di latte e formaggio. Per il progetto, Jett usa uno scatolone per mostrarsi come manichino in carne e ossa con delle luci alimentate dall'elettricità del Palm Woods e Kendall lo lega su una sedia nello scatolone per mostrare il progetto "Non essere come Jett", per far vedere come si può risparmiare energia al Palm Woods. Così facendo Kendall e Jett vincono la gara, e dovranno trascorrere una settimana di vacanza nella capitale, dove dovranno parlare al governatore e ai vincitori delle altre scuole del progetto. Nel frattempo, Katie cerca di fermare il commercio di bicchieri non riciclabili alla Rocque Records, ma Griffin non glielo permette. Sotto la pressione di Katie, Gustavo, Kelly e Obdul, l'assistente di Griffin, Griffin decide di vendere bicchieri riciclabili.

## La festa della mamma
- Titolo originale: Big Time Moms
- Diretto da: Savage Steve Holland
- Scritto da: Scott Fellows

### Trama
Brooke Diamond, la mamma di James, definita la Estee Lauder deMidwest, arriva al Palm Woods per portare James in Minnesota, dove vuole farlo diventare amministratore delegato della Brooke Diamond Cosmetics. I ragazzi dovranno fare di tutto per far restare James a Los Angeles, e per farlo dovranno andare contro la mamma di James che non è abituata a sentirsi dire di no.

## Il ballo di fine anno
- Titolo originale: Big Time Prom King
- Diretto da: Scott Fellows
- Scritto da: Scott Fellows

### Trama
Kendall invita Jo ma lei è in punizione. Gustavo cerca di organizzare il ballo di fine anno con l'aiuto di Kelly. Carlos invita una delle Jennifer con l'aiuto di Katie. Kendall fa uscire di nascosto Jo. James va al ballo con Aubrey Stewart una persona famosa ma le cose si complicano. Logan è geloso che Camille va al ballo con Steve. Alla fine Kendall e Jo vengono scoperti dal padre di Jo e Kendall viene arrestato dalla CIA, mentre Logan e James diventano il re e la regina della festa.

## L'occasione di Jo
- Titolo originale: Big Time Break Up
- Diretto da: Stewart Schill
- Scritto da: Lazar Saric

### Trama
L'episodio inizia quando tutti sono seduti attorno al telefono di Jo, che improvvisamente suona; si scopre che è il manager che informa Jo che ha ottenuto la parte per un film Chapty Jackson in Nuova Zelanda. Questo però la porterà a doversi trasferire in Nuova Zelanda per 3 anni. Jo fa credere a Kendall che non può rompere il contratto di New Town High, e quindi deve rimanere al Palm Woods. Katie dice a Kendall che non è vero che Jo lo ha fatto per rimanere. Kendall però per rompere con Jo inizia a comportarsi malissimo e Jo finisce per lasciarlo. Il giorno dopo torna al 2J a chiedere scusa e Kendall le dice di chiamare il manager. Jo accetta la parte e scende dove c'è il tassista che la aspetta. Kendall e Jo passano le ultime ore insieme e poi si abbracciano. Jo parte per l'aeroporto dove però viene raggiunta da Kendall che si era dimenticato il bacio d'addio. Jo parte definitivamente mentre i ragazzi cantano la canzone Worldwide. L'episodio si conclude con i ragazzi che tornano al Palm Woods.

## Un singolo per l'estate
- Titolo originale: Big Time Single
- Diretto da: Savage Steve Holland
- Scritto da: Mark Fellows e Keith Wagner

### Trama
Griffin ordina a Gustavo e ai Big Time Rush di sfornare un brano per l'estate che abbia un successo planetario, altrimenti finanzierà altri progetti. Kendall però non ce la fa così James, Carlos e Logan lo aiutano a riprendersi dopo la sua rottura con Jo, così possono prepararsi per il nuovo singolo della band. Kendall gli dice che non possono sapere quello che sta passando, perché non sono mai stati lasciati da una ragazza. Così James, Carlos e Logan cercano di trovare delle ragazze al Palm Woods con le quali devono rompere una relazione, così da capire le sensazioni di Kendall. James si mette con la bionda delle Jennifer, che batte il record di James "mai stato lasciato" che rompe con lui, ma James non vuole rompere, finché non è lui a lasciare la bionda delle Jennifer. La ragazza di Carlos, è una ragazza con la maglietta rossa con la quale passa i dodici minuti più belli della sua vita, Kendall si riprende ma Carlos e James sono depressi e non li può aiutare visto che anche lui iniziava a intristirsi. Gustavo ha il blocco dello scrittore, mentre tenta di scrivere il singolo dell'estate dei Big Time Rush e Katie, lo aiuta a pensare ad un'idea per la canzone.

## Matrimoni a sorpresa
- Titolo originale: Big Time Wedding
- Diretto da: Stewart Schill
- Scritto da: Jed Spingarn

### Trama
I Big Time Rush hanno avuto un grande successo nel paese del Kerplankistan e il re e la principessa del Kerplankistan visitano l'America. Il re decide di far sposare la figlia con uno dei ragazzi. James, si propone inavvertitamente come sposo, e i ragazzi dovranno cercare di liberarlo da questo malinteso. Per farlo chiedono aiuto allo sguattero del re, il quale è l'unico che la principessa ama veramente. Katie scopre che Buddha Bob è un immigrato canadese che sta per essere rimandato nel suo paese. Così, Katie convince sua madre a sposarlo in modo tale che possa rimanere nel paese, e la signora Knight ritiene che Buddha Bob sarebbe un buon marito. E si scopre che il signor Bitters non ha più la licenza per celebrare i matrimoni, così il matrimonio di Buddha Bob e la signora Knight non è valido.

## Big Time Rocker
- Titolo originale: Big Time Rocker
- Diretto da: Carlos Gonzalez
- Scritto da: Jessica Gao

### Trama
Arriva al Palm Woods una rockstar, Lucy Stone, e James e Carlos se la contendono. Kendall la sfida dicendo che i Big Time Rush sono rock. Camille si cala nella parte di una spia e per calarsi meglio nella parte ruba i soldi dalla cassaforte del Palm Woods e grazie a Logan restituisce i soldi senza finire nei guai. Mentre Kendall dopo diversi tentativi falliti, lui e gli altri ragazzi fanno un concerto improvvisato in strada con una canzone rock, Paralyzed, alla fine Lucy ammette che sono rock e rimane amica con Carlos e James.

## Sciopero!
- Titolo originale: Big Time Strike
- Diretto da: Jonathan Judge
- Scritto da: Lazar Saric

### Trama
Gustavo vuole che i BTR si sbrighino a registrare un brano del nuovo album e per spronarli usa un sistema che dà la scossa. I ragazzi prendono posizione contro il duro stile di lavoro di Gustavo (Stephen Kramer Glickman). Scrivono così, un elenco di richieste da farli vedere, ma Gustavo non le accetta, e i ragazzi lo contrastano andando in sciopero. Katie dice che essere una madre è un lavoro facile, così la signora Knight va in sciopero, e lascia Katie a fare le faccende di casa. Katie ammette che essere una mamma è un lavoro duro, così la signora Knight aiuta i Big Time Rush e parlando con Gustavo, gli fa approvare le richieste dei ragazzi.

## Concorso da copertina
- Titolo originale: Big Time Contest
- Diretto da: Joe Menendez
- Scritto da: Mark Fellows e Keith Wagner

### Trama
Quattro fan dei Big Time Rush, vincono un concorso sulla rivista Pop Tiger per trascorrere una giornata con uno dei Big Time Rush. I vincitori sono Bobby, un ragazzino esigente, che deve passare una giornata con Kendall, solo per avere un appuntamento con Katie, la ragazza della quale è innamorato. Rona, una donna anziana, deve passare la giornata con Logan e non ha mai sentito parlare dei Big Time Rush. Durante la giornata, James scambia spesso il suo appuntamento, Jennette, con Carlos che ha un appuntamento con Tiffany. Alla festa finale, Katie balla con Bobby, Rona invita la sua giovane nipote, Muriel, come partner per Logan, invece, Jennette e Tiffany, dopo i continui scambi di James, decidono di passare la giornata con Carlos, con il quale vanno alla festa, dove James passa la serata al buffet ingozzandosi di panini con le polpette.

## Il ritorno dei supereroi
- Titolo originale: Big Time Superheroes
- Diretto da: Savage Steve Holland
- Scritto da: Scott Fellows

### Trama
I ragazzi scrivono un nuovo album, ma Hawk li ruba le canzoni dell'album, e avvertono la polizia che non può occuparsene perché è troppo impegnata a recuperare i gatti sugli alberi. Allora, se ne occupano i ragazzi ma va male e finiscono in prigione e Kelly li fa uscire, pagando la cauzione. Mentre al Palm Woods, Buddha Bob e Katie sono alle prese con un mega ingorgo nelle tubature del Palm Woods, dove alla fine si aggrega anche la signora Knight, con la quale sistemano il problema. I Big Time Rush, insieme a Gustavo e Kelly si mascherano per non essere riconosciuti e recuperano il cd.

## Codici e segreti
- Titolo originale: Big Time Secrets
- Diretto da: Jonathan Judge
- Scritto da: Dan Serafin

### Trama
James confessa a Carlos di aver buttato via un biglietto che aveva scritto una vecchia cotta di Carlos, Heather Fox per quest'ultimo. Obbligato sotto il codice del migliore amico, James scopre che Heather è ai Colossal Studios per una pubblicità. La trova, e organizza per Carlos e Heather una giornata al campeggio Asinello Storto al Palm Woods insieme a James. Heather dà a Carlos un biglietto in cui dice che le piace James, e Carlos lo dà a James, ma per rispetto verso l'amico, James lo butta. Logan è preoccupato quando Lucy si accorge che Kendall e Camille escono insieme, Logan perde la testa diventando un pericoloso assassino armato di ascia, ma si scopre che Kendall e Camille stanno facendo pattinaggio artistico, e Kendall vuole mantenere questo segreto per rispetto verso i suoi amici. Gustavo e Kelly sono ossessionati dalla ricetta dei biscotti della signora Knight, e vogliono ottenere a tutti i costi la ricetta. Ma la signora Knight, sostiene che sia un segreto di famiglia e che può essere rivelato solo a quelli della famiglia che hanno raggiunto i 21 anni, ma alla fine, confessa che non è una ricetta di famiglia, ma è solo una ricetta che fece durante la vendita di torte di un torneo.
- Guest star: Elizabeth Gillies

## L'intervista
- Titolo originale: Big Time Interview
- Diretto da: Savage Steve Holland
- Scritto da: Jessica Gao, Mark Fellows e Keith Wagner

### Trama
I ragazzi si siedono per un'importante intervista. Ricordando i momenti più importanti e rivelando immagini e segreti.

## Il tour mondiale
- Titolo originale: Big Time Move
- Diretto da: Savage Steve Holland
- Scritto da: Lazar Saric

### Trama
Dopo un litigio, i ragazzi decidono di trasferirsi. James si trasferisce in un appartamento del Palm Woods dove adotta uno stile di vita aristocratico. Logan si trasferisce in una tenda del Palm Woods e Carlos si trasferisce in una casa di cartone nel parco del Palm Woods. Intanto, Kendall cerca di convincerli a tornare al loro appartamento, facendogli capire che i litigi fanno perdere le amicizie.